# Proechimys echinothrix
Proechimys echinothrix é uma espécie de roedor da família Echimyidae.
Encontrada somente no Brasil, no estado do Amazonas, em ambas margens do rio Solimões e no rio Jaú. É possível que também ocorra no nordeste do Peru e sul da Colômbia.